# Эверс, Анна
Анна Эверс (нем. Anna Ewers; род. 14 марта 1993 года, Фрайбург) — немецкая топ-модель.
Анна Луиза Эверс оказалась в модельном бизнесе случайно. Во время обучения в США по студенческому обмену, фотография из ее блога попала на глаза дизайнеру Александру Вангу, который попросил своих ассистентов разыскать девушку и предложить ей съемки для рекламы его коллекции. Анна была найдена, с ней был заключен контракт, однако полноценную карьеру модели она начала в 2013 году после окончания обучения уже в Германии.
Осенью 2013 года она отработала на 37 показах ведущих мировых модельеров, включая и дефиле для Alexander Wang.
Принимала участие в показах: Givenchy, Balmain, Valentino, Armani, Viktor & Rolf, Christian Dior, Balenciaga, Versace, Chanel, Lanvin, Stella McCartney, Sonia Rykiel, Miu Miu, Isabel Marant, Giambattista Valli, Marc Jacobs, Derek Lam, H&M, Narciso Rodriguez, Hugo Boss, Donna Karan New York, Alexander Wang, Victoria Beckham, Michael Kors, Marc Jacobs, Roberto Cavalli, Missoni, Fendi, Bottega Veneta, Dolce & Gabbana, Moschino, Salvatore Ferragamo, Max Mara, Roberto Cavalli и другие
Начиная с 2012 года регулярно появлялась на обложках ведущих мировых модных журналов. Среди журналов, на которых ее фото появлялось, можно отметить:Vogue (Италия, Бразилия, Китай, Великобритания, Германия, Япония), Elle (США, Тайвань), Numéro (Китай), Harper's Bazaar (США) и другие.
В 2014 году журнал Vogue Italia отмечал свой 50-летний юбилей и обложку сентябрьского выпуска украсили сразу 50 моделей, являющиеся по мнению издания лучшими на текущий момент, помимо Анны Эверс фотографы запечатлели Линду Евангелисту, Наоми Кэмпбелл, Адриану Лиму, Кэндис Сванепул, Карен Элсон, Наталью Водянову, Эмбер Валлетту, Лию Кебеде, Коко Рошу, Сашу Пивоварову и других.
В конце 2014-го состоялась презентация календаря Pirelli 2015 года. Автором номера выступил фотограф Стивен Майзел, который привлек к работе Анну. В 2015 году Анна Эверс снялась в рекламных кампаниях Marc Jacobs, Moschino и Alexander Wang для сезона весна-лето 2015. В этом же сезоне испанский бренд Mango выбрал ее лицом свое новой коллекции.
Анну Эверс часто сравнивают с французской актрисой Брижит Бардо из-за внешнего сходства.
Проживает в Нью-Йорке. Согласно ряду мнений является самой востребованной немецкой моделью в мире на начало 2018 года.